# Ủy ban Thường vụ Quốc hội Việt Nam khóa XIV
Ủy ban thường vụ Quốc hội Việt Nam khóa XIV nhiệm kì 2016-2021 được Quốc hội Việt Nam khóa XIV bầu lên trong Kỳ họp thứ nhất diễn ra từ ngày 20 đến ngày 29 tháng 7 năm 2016 tại Hà Nội. Ngày 22 tháng 11 năm 2019, ông Nguyễn Khắc Định, Chủ nhiệm Ủy ban Pháp luật của Quốc hội Việt Nam khóa XIV được miễn nhiệm ủy viên Ủy ban thường vụ Quốc hội. Ba ngày sau (25/11/2019), ông Hoàng Thanh Tùng được bầu làm tân ủy viên Ủy ban thường vụ Quốc hội khóa XIV thay thế ông Nguyễn Khắc Định.

## Thành viên
| Chức vụ                                                                | Tên                                                          | Chức vụ trong Đảng                                                                         | Ghi chú |
| ---------------------------------------------------------------------- | ------------------------------------------------------------ | ------------------------------------------------------------------------------------------ | --- |
| Chủ tịch Quốc hội                                                      | ThS. Nguyễn Thị Kim Ngân (đến 03/ 2021)                      | - Ủy viên Bộ Chính trị - Bí thư Đảng đoàn Quốc hội                                         | Nữ Chủ tịch Quốc hội đầu tiên của Việt Nam |
| Chủ tịch Quốc hội                                                      | GS.TS. Vương Đình Huệ (từ 04/2021)                           | - Ủy viên Bộ Chính trị - Bí thư Đảng đoàn Quốc hội                                         | |
| Phó Chủ tịch Thường trực Quốc hội                                      | Tòng Thị Phóng (đến 04/ 2021)                                | - Ủy viên Bộ Chính trị - Phó Bí thư Đảng đoàn Quốc hội                                     | Giữ chức vụ Phó Chủ tịch Thường trực Quốc hội trong 3 nhiệm kỳ liên tiếp Chủ tịch Nhóm Nữ đại biểu Quốc hội Việt Nam Chủ tịch Đoàn Chủ tịch Tổ chức Nghị sỹ hữu nghị Việt Nam.                                |
| Phó Chủ tịch Thường trực Quốc hội                                      | Trần Thanh Mẫn (từ 04/2021)                                  | - Ủy viên Bộ Chính trị - Phó Bí thư Đảng đoàn Quốc hội                                     | |
| Phó Chủ tịch Quốc hội                                                  | Nguyễn Khắc Định                                             | - Ủy viên Trung ương Đảng - Ủy viên Đảng đoàn Quốc hội                                     | |
| Phó Chủ tịch Quốc hội                                                  | Nguyễn Đức Hải                                               | - Ủy viên Trung ương Đảng - Ủy viên Đảng đoàn Quốc hội                                     | |
| Phó Chủ tịch Quốc hội                                                  | Thượng tướng Trần Quang Phương                               | - Ủy viên Trung ương Đảng - Ủy viên Đảng đoàn Quốc hội                                     | |
| Tổng Thư ký Quốc hội Chủ nhiệm Văn phòng Quốc hội                      | Nguyễn Hạnh Phúc (đến 2021)                                  | - Ủy viên Trung ương Đảng - Ủy viên Đảng đoàn Quốc hội                                     | Tổng Thư ký Quốc hội đầu tiên |
| Tổng Thư ký Quốc hội Chủ nhiệm Văn phòng Quốc hội                      | Bùi Văn Cường (từ 04/2021)                                   | - Ủy viên Trung ương Đảng - Ủy viên Đảng đoàn Quốc hội                                     | |
| Chủ nhiệm Ủy ban Quốc phòng và An ninh                                 | Thiếu tướng Lê Tấn Tới                                       | - Ủy viên Trung ương Đảng - Ủy viên Đảng đoàn Quốc hội                                     | |
| Chủ tịch Hội đồng Dân tộc                                              | Y Thanh Hà Niê Kđăm                                          | - Ủy viên Trung ương Đảng - Ủy viên Đảng đoàn Quốc hội                                     | |
| Chủ nhiệm Ủy ban Tài chính - Ngân sách                                 | Nguyễn Đức Hải                                               | - Ủy viên Trung ương Đảng - Ủy viên Đảng đoàn Quốc hội                                     | |
| Chủ nhiệm Ủy ban Đối ngoại                                             | TS Nguyễn Văn Giàu (đến 2021) Vũ Hải Hà (từ 2021)            | - Ủy viên Trung ương Đảng - Ủy viên Đảng đoàn Quốc hội                                     | Chủ tịch Nhóm Nghị sỹ hữu nghị Việt Nam - Hoa Kỳ. |
| Chủ nhiệm Ủy ban Kinh tế                                               | Vũ Hồng Thanh                                                | - Ủy viên Trung ương Đảng - Ủy viên Đảng đoàn Quốc hội                                     | Chủ nhiệm Nhóm Nghị sỹ hữu nghị Việt Nam - Đức. |
| Chủ nhiệm Ủy ban Khoa học - Công nghệ và Môi trường                    | TS. Phan Xuân Dũng (đến 2021) Lê Quang Huy (từ 2021)         | - Ủy viên Trung ương Đảng - Ủy viên Đảng đoàn Quốc hội                                     | Chủ tịch Nhóm Nghị sỹ hữu nghị Việt Nam - Liên bang Nga |
| Chủ nhiệm Ủy ban Văn hóa, Giáo dục, Thanh niên, Thiếu niên và Nhi đồng | PGS.TS. Phan Thanh Bình (đến 2021) Nguyễn Đắc Vinh (từ 2021) | - Ủy viên Trung ương Đảng - Ủy viên Đảng đoàn Quốc hội                                     | Chủ tịch Nhóm Nghị sỹ hữu nghị Việt Nam - Italia |
| Chủ nhiệm Ủy ban về các vấn đề xã hội                                  | ThS. Nguyễn Thúy Anh                                         | - Ủy viên Trung ương Đảng - Ủy viên Đảng đoàn Quốc hội                                     | Phó Chủ tịch Thường trực Nhóm Nữ đại biểu Quốc hội, Chủ tịch phân ban Việt Nam trong Liên minh Nghị viện cộng đồng Pháp ngữ (APF), Chủ tịch Nhóm Nghị sỹ hữu nghị Việt Nam - Pháp                             |
| Chủ nhiệm Ủy ban Tư pháp                                               | ThS. Lê Thị Nga                                              | - Ủy viên Trung ương Đảng - Ủy viên Đảng đoàn Quốc hội                                     | Phó Chủ tịch Nhóm Nữ đại biểu Quốc hội Chủ tịch Nhóm Nghị sĩ hữu nghị Việt Nam - Ba Lan |
| Chủ nhiệm Ủy ban Pháp luật                                             | TS. Nguyễn Khắc Định (đến tháng 11/2019)                     | - Ủy viên Trung ương Đảng - Ủy viên Đảng đoàn Quốc hội                                     | Chủ tịch Nhóm nghị sĩ hữu nghị Việt Nam - Braxin Tháng 11/2019, được điều động làm Bí thư Tỉnh ủy Khánh Hòa. Kỳ họp thứ 8, Quốc hội khóa XIV miễn nhiệm Ủy viên Ủy ban Thường vụ, Chủ nhiệm Ủy ban Pháp luật. |
| Chủ nhiệm Ủy ban Pháp luật                                             | ThS. Hoàng Thanh Tùng (từ tháng 11/2019)                     | - Ủy viên Trung ương Đảng - Ủy viên Đảng đoàn Quốc hội                                     | Được Quốc hội bầu làm Ủy viên Ủy ban Thường vụ, Chủ nhiệm Ủy ban Pháp luật tại Kỳ họp thứ 8 (11/2019) Chủ tịch Nhóm Nghị sĩ hữu nghị Việt Nam - Bungari                                                       |
| Trưởng Ban Công tác Đại biểu                                           | TS. Trần Văn Túy (đến 2021) Nguyễn Thị Thanh (từ 2021)       | - Ủy viên Trung ương Đảng - Ủy viên Đảng đoàn Quốc hội - Phó Trưởng Ban Tổ chức Trung ương | Chủ tịch Nhóm Nghị sĩ hữu nghị Việt Nam - Hàn Quốc |
| Trưởng Ban Dân nguyện                                                  | PGS.TS. Nguyễn Thanh Hải (đến tháng 5/2020)                  | - Ủy viên Trung ương Đảng - Ủy viên Đảng đoàn Quốc hội                                     | Tháng 5/2020, được điều động làm Bí thư Tỉnh ủy Thái Nguyên Kỳ họp thứ 9, Quốc hội khóa XIV miễn nhiệm Ủy viên Ủy ban Thường vụ Quốc hội. Chủ tịch Nhóm nghị sĩ hữu nghị Việt Nam - Canada                    |
| Trưởng Ban Dân nguyện                                                  | Dương Thanh Bình (từ tháng 5/2020)                           | - Ủy viên Trung ương Đảng - Ủy viên Đảng đoàn Quốc hội                                     | Bí thư Tỉnh ủy Cà Mau Kỳ họp thứ 9, Quốc hội khóa XIV (tháng 5/2020) được bầu làm Ủy viên Ủy ban Thường vụ Quốc hội, bổ nhiệm làm Trưởng Ban Dân nguyện                                                       |

## Hoạt động

### Cho đại biểu Võ Kim Cự thôi nhiệm
Ngày 15 tháng 5 năm 2017, Ủy ban thường vụ Quốc hội đã biểu quyết chấm dứt tư cách đại biểu Quốc hội của ông Võ Kim Cự (đại biểu Quốc hội tỉnh Hà Tĩnh, đơn vị bầu cử số 3 gồm thị xã Hồng Lĩnh và các huyện: Đức Thọ, Hương Sơn, Vũ Quang).

### Chuyển nơi sinh hoạt của đại biểu Đinh La Thăng từ Thành phố Hồ Chí Minh về tỉnh Thanh Hóa
Tháng 5 năm 2017, ông Đinh La Thăng chuyển về sinh hoạt ở đoàn đại biểu Quốc hội tỉnh Thanh Hóa (không rõ đại diện cho cử tri huyện nào), huyện Củ Chi và Hóc Môn của Thành phố Hồ Chí Minh mất một đại biểu Quốc hội. Tại cuộc họp báo trước kỳ họp thứ ba của Quốc hội Việt Nam khóa XIV vào chiều ngày 19 tháng 5 năm 2017,  ông Nguyễn Hạnh Phúc, Tổng thư kí Quốc hội Việt Nam khóa XIV cho biết về căn cứ pháp lý của việc thuyên chuyển này như sau: "Ông Đinh La Thăng có đơn thôi chức ủy viên Bộ Chính trị và đã được Ban chấp hành Trung ương Đảng đồng ý. Thôi chức ủy viên Bộ Chính trị tức là thôi chức Bí thư Thành ủy Thành phố Hồ Chí Minh, thôi Trưởng đoàn đại biểu Quốc hội Thành phố Hồ Chí Minh”,  ông Đinh La Thăng có nguyện vọng chuyển sinh hoạt về đoàn đại biểu Quốc hội tỉnh Thanh Hóa, đồng thời đoàn đại biểu Quốc hội tỉnh Thanh Hóa cũng có văn bản đề nghị cho ông Đinh La Thăng về sinh hoạt tại đoàn Thanh Hóa, "Hai đề nghị như thế nên Ủy ban thường vụ Quốc hội đã biểu quyết, nhất trí về việc chuyển sinh hoạt đoàn đại biểu Quốc hội đối với ông Đinh La Thăng từ đoàn đại biểu Quốc hội Thành phố Hồ Chí Minh về đoàn đại biểu Quốc hội tỉnh Thanh Hóa”. Theo báo VnExpress, ngày 10 tháng 5 năm 2017, Đảng đoàn Quốc hội đã gửi cho Đoàn đại biểu Quốc hội tỉnh Thanh Hóa văn bản thông báo đề nghị Đoàn cho ý kiến về việc ông Đinh La Thăng có nguyện vọng chuyển sinh hoạt từ đoàn Đại biểu Quốc hội TP HCM về đoàn đại biểu Quốc hội Thanh Hóa. Vào ngày 11 tháng 5 năm 2017, trưởng Đoàn đại biểu Quốc hội tỉnh Thanh Hóa Đỗ Trọng Hưng ký công văn gửi Đảng đoàn Quốc hội và trưởng Ban công tác đại biểu (thuộc Ủy ban thường vụ Quốc hội) để trả lời văn bản ngày 10 tháng 5 của Đảng đoàn Quốc hội. Văn bản này cho biết tất cả các thành viên Đoàn đại biểu Quốc hội tỉnh Thanh Hóa đều đồng thuận về việc ông Đinh La Thăng chuyển sinh hoạt về Đoàn. Trong công văn có đoạn nêu lí do như sau: "Trong nhiệm kỳ Quốc hội khóa 13 (2011-2016), ông Đinh La Thăng ứng cử tại đơn vị bầu cử số 1 tỉnh Thanh Hóa và trúng cử với tỉ lệ phiếu bầu rất cao, đã hoàn thành xuất sắc nhiệm vụ của đại biểu Quốc hội, được cử tri tỉnh Thanh Hóa ghi nhận và đánh giá cao". Đơn vị bầu cử số 1 của tỉnh Thanh Hóa trong cuộc bầu cử Đại biểu Quốc hội Việt Nam khóa 13 (và khóa 14) gồm có thành phố Thanh Hóa, thành phố Sầm Sơn và các huyện Hoằng Hóa, Đông Sơn.

### Chuyển nơi sinh hoạt của đại biểu Nguyễn Thiện Nhân từ tỉnh Trà Vinh về Thành phố Hồ Chí Minh
Chiều ngày 15 tháng 5 năm 2017, căn cứ quy định tại Điều 74, Hiến pháp nước Cộng hòa xã hội chủ nghĩa Việt Nam; Điều 38, Điều 54, Luật tổ chức Quốc hội, Điều 35 Quy chế làm việc của Ủy ban thường vụ Quốc hội, trên cơ sở xem xét đơn xin chuyển sinh hoạt Đoàn đại biểu Quốc hội của ông Nguyễn Thiện Nhân, Ủy viên Bộ chính trị, Bí thư Thành ủy Thành phố Hồ Chí Minh, đại biểu Quốc hội khóa XIV tỉnh Trà Vinh (đơn vị bầu cử số 2 tỉnh Trà Vinh (gồm thị xã Duyên Hải và các huyện: Châu Thành, Cầu Ngang, Trà Cú, Duyên Hải)), Ủy ban thường vụ Quốc hội đã biểu quyết, nhất trí về việc chuyển sinh hoạt Đoàn đại biểu Quốc hội đối với ông Nguyễn Thiện Nhân từ Đoàn đại biểu Quốc hội tỉnh Trà Vinh đến Đoàn đại biểu Quốc hội Thành phố Hồ Chí Minh.

### Đóng cửa với báo chí
Sáng ngày 11 tháng 7 năm 2017, Tổng thư ký Quốc hội Nguyễn Hạnh Phúc cho biết từ ngày 11 tháng 7 năm 2017, các cơ quan báo chỉ sẽ chỉ được dự 5 phút đầu trong tất cả các  phiên họp của Ủy ban thường vụ Quốc hội để chụp ảnh, quay phim, thay vì được theo dõi trực tiếp qua truyền hình đến Trung tâm báo chí tòa nhà Quốc hội như trước đây, với lí do "để tạo điều kiện cho các thành viên Ủy ban thường vụ Quốc hội, Chính phủ... dự họp được trao đổi, phát biểu, tranh luận sâu hơn, không ngại các vấn đề liên quan bí mật nhà nước có thể “vô tình” bị tiết lộ nếu có báo chí tham dự". Điều này trái với Quy chế làm việc của Ủy ban thường vụ Quốc hội (ban hành kèm theo Nghị quyết số 075/2015/UBTVQH13) trong đó quy định các cơ quan báo chí được tham dự, đưa tin về các hoạt động của Ủy ban thường vụ Quốc hội.

### Chuyển nơi sinh hoạt của đại biểu Trương Quang Nghĩa từ Sơn La về Đà Nẵng
Ngày 25 tháng 10 năm 2017, Ủy ban thường vụ Quốc hội ban hành Nghị quyết số 438/NQ-UBTVQH14 về việc chuyển sinh hoạt Đoàn đại biểu Quốc hội đối với ông Trương Quang Nghĩa từ Đoàn đại biểu Quốc hội tỉnh Sơn La đến Đoàn đại biểu Quốc hội thành phố Đà Nẵng. Như vậy, tỉnh Sơn La sẽ bị thiếu một đại biểu Quốc hội (còn 5 đại biểu, cơ cấu 7 đại biểu, thiếu nhưng đã không bầu bổ sung), còn thành phố Đà Nẵng bị thừa một đại biểu Quốc hội (tổng 7, hơn 1 đại biểu so với cơ cấu). Đơn vị bầu cử số 3 tỉnh Sơn La gồm các huyện: Mộc Châu, Vân Hồ, Phù Yên, Bắc Yên nơi ông Trương Quang Nghĩa được bầu sẽ chỉ còn một đại biểu Quốc hội duy nhất là bà Tráng Thị Xuân.

### Đại biểu Quốc hội là của toàn dân
Ông Nguyễn Hạnh Phúc, Tổng thư ký Quốc hội ngày 19 tháng 5 năm 2017 cho rằng Đại biểu Quốc hội là của toàn dân chứ không phải của riêng địa phương nào nên có thể điều chuyển đại biểu tới nơi khác và cho đại biểu tiếp xúc cử tri ở khu vực khác nơi đại biểu đó được bầu lên.

### Đình chỉ nhiệm vụ đại biểu Quốc hội của ông Đinh La Thăng và Nguyễn Quốc Khánh
Phiên họp thứ 18 chiều ngày 8/12/2017 biểu quyết về xử lý kỷ luật đối với ông Đinh La Thăng và Nguyễn Quốc Khánh, kết quả hai ông bị đình chỉ nhiệm vụ đại biểu Quốc hội.

### Xóa tư cách nguyên Bộ trưởng Bộ Thông tin và truyền thông Nguyễn Bắc Son
Trong phiên họp thứ 28 từ ngày 15 đến ngày 17 tháng 10 năm 2018, Ủy ban thường vụ Quốc hội Việt Nam khóa 14 đã quyết định xóa tư cách nguyên Bộ trưởng Bộ Thông tin và Truyền thông nhiệm kì 2011-2016 của ông Nguyễn Bắc Son vì ông này có sai phạm liên quan dự án MobiFone mua AVG.

### Giới thiệu Nguyễn Phú Trọng làm Chủ tịch nước
Vào chiều ngày 22 tháng 10 năm 2018, Quốc hội Việt Nam khóa 14 khai mạc kì họp thứ 6, Chủ tịch Quốc hội Nguyễn Thị Kim Ngân thay mặt Ủy ban thường vụ Quốc hội khóa 14 đọc Tờ trình số 328 của UBTVQH giới thiệu duy nhất một ứng cử viên để Quốc hội bầu giữ chức vụ Chủ tịch nước thay ông Trần Đại Quang (qua đời đột ngột ngày 21 tháng 9 năm 2018) là ông Nguyễn Phú Trọng, Đại biểu Quốc hội thành phố Hà Nội, Tổng Bí thư Ban Chấp hành Trung ương Đảng Cộng sản Việt Nam khóa 12.

### Chuyển nơi sinh hoạt của Đại biểu Nguyễn Doãn Anh từ Hà Nội về Nghệ An
Ủy ban thường vụ Quốc hội khóa XIV ban hành Nghị quyết số 681/NQ-UBTVQH14 chuyển sinh hoạt của đại biểu Nguyễn Doãn Anh từ Đoàn đại biểu Quốc hội thành phố Hà Nội đến Đoàn đại biểu Quốc hội tỉnh Nghệ An từ ngày 18 tháng 4 năm 2019 sau khi Thiếu tướng Nguyễn Doãn Anh được điều động từ vị trí Tư lệnh Bộ Tư lệnh Thủ đô Hà Nội về làm Tư lệnh Quân khu 4, Quân đội nhân dân Việt Nam.

### Chuyển nơi sinh hoạt của Đại biểu Nguyễn Hồng Thái từ Phú Thọ về Hà Nội
Ủy ban thường vụ Quốc hội khóa XIV ban hành Nghị quyết số 682/NQ-UBTVQH14 chuyển sinh hoạt của đại biểu Nguyễn Hồng Thái từ Đoàn đại biểu Quốc hội tỉnh Phú Thọ về Đoàn đại biểu Quốc hội thành phố Hà Nội từ ngày 18 tháng 4 năm 2019 sau khi Thiếu tướng Thái được điều động từ Phú Thọ về làm Tư lệnh Bộ Tư lệnh Thủ đô Hà Nội.

### Chuyển nơi sinh hoạt của Đại biểu Trần Lưu Quang từ Tây Ninh về Thành phố Hồ Chí Minh
Ủy ban thường vụ Quốc hội khóa 14 ban hành Nghị quyết số 683/NQ-UBTVQH14 chuyển sinh hoạt của đại biểu Trần Lưu Quang từ Đoàn đại biểu Quốc hội tỉnh Tây Ninh về Đoàn đại biểu Quốc hội Thành phố Hồ Chí Minh từ ngày 18 tháng 4 năm 2019 sau khi ông này được điều động công tác từ vị trí Bí thư Tỉnh ủy Tây Ninh về làm Phó Bí thư Thành ủy Thành phố Hồ Chí Minh.

### Chuyển nơi sinh hoạt của Đại biểu Đặng Quốc Khánh từ Hà Tĩnh về Hà Giang
Ủy ban thường vụ Quốc hội khóa 14 ban hành Nghị quyết số 737/NQ-UBTVQH14 ngày 13 tháng 8 năm 2019 chuyển sinh hoạt của đại biểu Đặng Quốc Khánh từ Đoàn đại biểu Quốc hội tỉnh Hà Tĩnh về Đoàn đại biểu Quốc hội tỉnh Hà Giang sau khi ông này được điều động từ vị trí Chủ tịch Ủy ban nhân dân tỉnh Hà Tĩnh về làm Bí thư Tỉnh ủy Hà Giang vào ngày 6 tháng 7 năm 2019.

### Chuyển nơi sinh hoạt của Đại biểu Vương Đình Huệ từ Hà Tĩnh về Hà Nội
Ngày 10 tháng 2 năm 2020, Ủy ban thường vụ Quốc hội Việt Nam khóa 14 chuyển sinh hoạt của đại biểu Quốc hội Vương Đình Huệ từ đoàn Hà Tĩnh về Hà Nội. Nguyên nhân trước đó vào ngày ông Huệ được Bộ Chính trị Ban Chấp hành Trung ương Đảng Cộng sản Việt Nam khóa 12 phân công làm Bí thư Thành ủy Hà Nội thay ông Hoàng Trung Hải (cựu Trưởng đoàn Đại biểu Quốc hội Hà Nội) bị kỉ luật.

### Chuyển nơi sinh hoạt của nữ Đại biểu Nguyễn Thanh Hải từ Hòa Bình về Thái Nguyên
Ngày 2 tháng 6 năm 2020, Chủ tịch Quốc hội Nguyễn Thị Kim Ngân đã thay mặt Ủy ban thường vụ Quốc hội Việt Nam khóa 14 kí Nghị quyết số 955/NQ-UBTVQH14 về việc chuyển sinh hoạt Đoàn đại biểu Quốc hội đối với bà Nguyễn Thanh Hải từ đoàn đại biểu tỉnh Hòa Bình về đoàn đại biểu tỉnh Thái Nguyên do trước đó bà Hải có đơn xin chuyển sau khi được Bộ Chính trị Ban Chấp hành Trung ương Đảng Cộng sản Việt Nam khóa 12 điều động làm Bí thư Tỉnh ủy Thái Nguyên.

## Các phiên họp
Các phiên họp của Ủy ban thường vụ Quốc hội khóa XIV.